# Vojnica
Vojnica (mazedonisch Војница) ist ein Dorf im zentralen Teil Nordmazedoniens, das zur Gemeinde Čaška gehört. Die nächstgelegene Stadt ist Veles.

## Geschichte

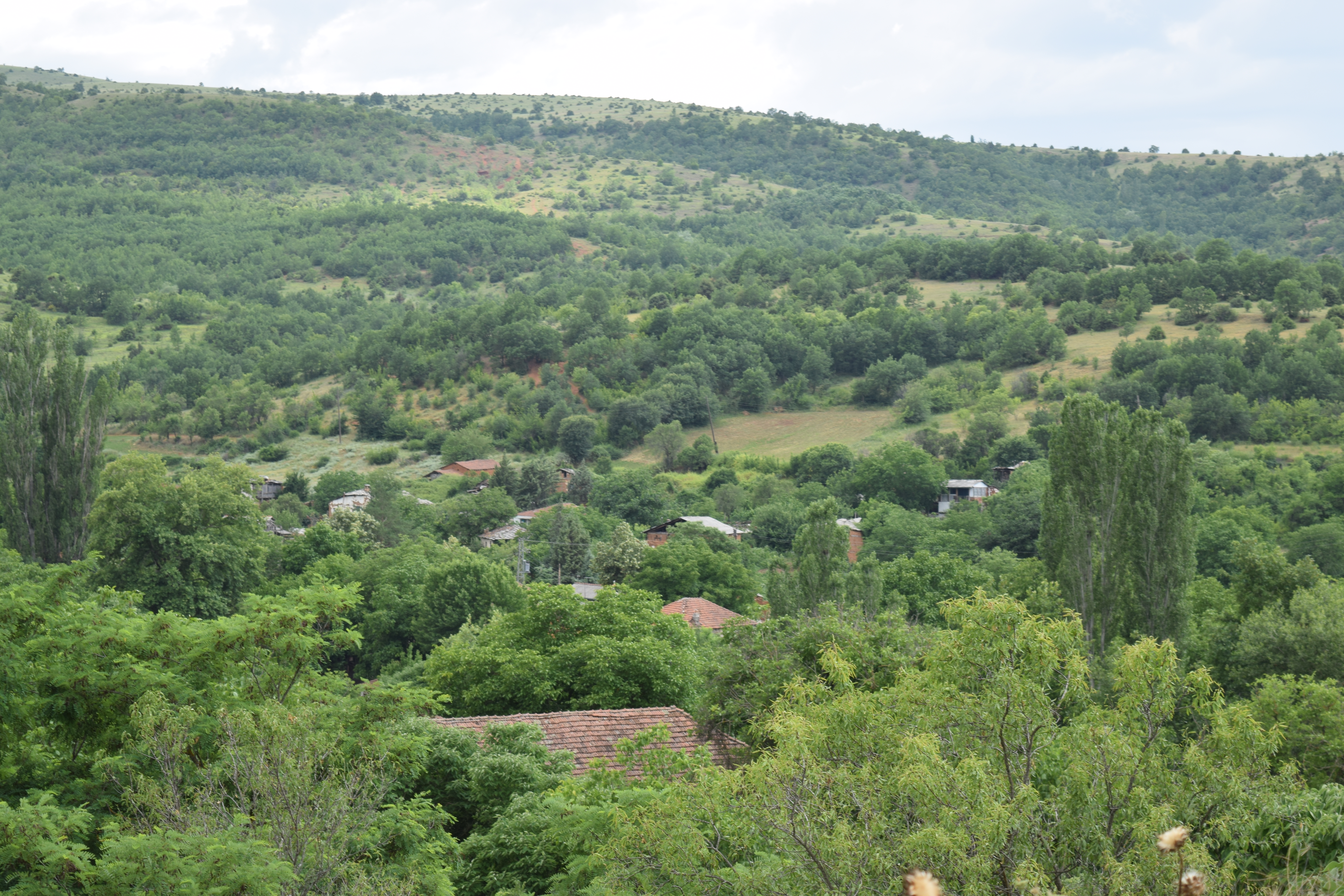
Blick auf Vojnica

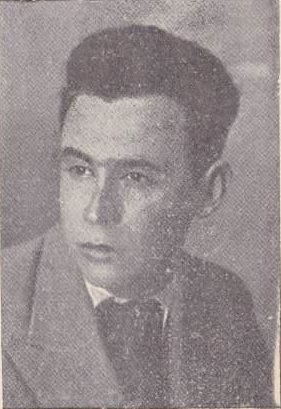
Der mazedonische Dichter und Partisan Kole Nedelkovski, geboren in Vojnica

Vojnica liegt in der historischen Landschaft Klepa, etwa 17 km von Veles entfernt. Die im Anfang des 20. Jahrhunderts erbaute orthodoxe Kirche im Dorf ist dem Hl. Athanasius dem Großen gewidmet.
In der französischsprachigen Statistik Ethnographie des Vilayets d'Andrinople, de Monastir et de Salonique zählte im Jahr 1873 Vojnica 94 Familien mit 445 Bulgaren auf. Zwischen 1876 und 1877 entstand im Dorf eine bulgarische Grundschule, in dem ein Lehrer namens Jowan etwa 20 Schüler unterrichtete.
Seine Bewohner bekannten sich zu Beginn des 19. Jahrhunderts in einem Plebiszit zum bulgarischen Exarchats und waren Teil des bulgarischen Millets. Laut der Statistik des Ethnographen Wassil Kantschow aus dem Jahr 1900 zählte Vojnica 950 Einwohner, welche sich als allesamt als Bulgaren deklarierten. Nach den Statistiken des Sekretärs des Exarchats Dimitar Mischew (La Macedoine et sa Population Chrétienne) im Jahr 1905 lebten in Vojnica 1216 bulgarische Exarchisten.
Der serbische Wojwode Vasilije Trbić stellte in seinen Memoiren fest, dass Vojnica das größte bulgarophile (wörtlich „bugaraško“) Dorf in der gesamten Veles-Region war. Im Zuge des Balkankrieges meldeten sich 13 Dorfbewohner freiwillig bei der Makedonisch-Adrianopeler Landwehr, einem Freiwilligenverband der bulgarischen Armee.
1927 führte der deutsche Forscher Leonhard Schultze Vojnica auf seiner Karte Mazedoniens auf und ordnete es als ein bulgarisch-christliches Dorf ein.
Laut der letzten Volkszählung von 2002 lebten in Vojnica 32 Einwohner, allesamt Mazedonier.

## Persönlichkeiten
- Georgi Petruschew, bulgarischer Revolutionär der WMORO, Wojwode von Veles
- Gjoscho Zwetew, Kurier und Terrorist der IMRO
- Kole Nedelkovski (1912–1941), mazedonischer Dichter und Partisan
- Stojan Jordanow (1887–1922), ein Aktivist der IMRO, der am 5. August 1922 in einem Gefecht mit serbischen Gendarmen starb[9]

### Gestorben
- Datscho Jotow (?–1911), bulgarischer Revolutionär, Wojwode der WMORO